# 朝日町埋蔵文化財保存活用施設 まいぶんKAN
朝日町埋蔵文化財保存活用施設 まいぶんKAN（あさひまちまいぞうぶんかざいほぞんかつようしせつ まいぶんかん）は、富山県下新川郡朝日町不動堂214に所在する歴史博物館である。富山県博物館協会会員。

## 概要
付近にある不動堂遺跡や境A遺跡（共に縄文時代）、浜山玉つくり遺跡（古墳時代）の出土品を常設展示。本物を間近で見て、実際に勾玉作りや土器製作を体験できるプログラムも存在する。

## 沿革
- 2007年（平成19年）5月2日 - オープン[3]。
- 2024年（令和6年）9月 - 大規模改修工事に着手[4]。
- 2025年（令和7年）6月21日 - 大規模改修工事を終え、開館以来初のリニューアルオープン。同時に新しいロゴマークも制定される[4]。

## 主な収蔵品、展示内容
常設展示：
- 柳田遺跡出土品
- 不動堂遺跡出土品
- 下山新遺跡出土品
- 境A遺跡出土品
- 浜山玉つくり遺跡出土品
- 臼ヶ谷古墓出土品
- 民具（海の民具、山の民具、稲作民具、生活の道具）

屋外展示
- 不動堂遺跡竪穴建物復元（3棟）
- 縄文ガーデン（春 - 秋）

## 交通アクセス
- あいの風とやま鉄道線泊駅より、あさひまちバス『まいぶんKAN』下車目の前（平日のみ）[1]。
- E8朝日ICから車で7分[1]。
- 駐車場は20台分用意されている[1]。